# تابع هولومورفیک

یک شبکه مستطیلی (بالا) و تصویر آن تحت نگاشت همدیس f (پایین).

تابع هولومورفیک (به انگلیسی: Holomorphic function) در ریاضیات، یک تابع مختلط-مقدار، از یک یا بیشتر متغیر مختلط است که در همسایگی هر نقطه در دامنهاش در فضای مختصات مختلط Cn مشتق‌پذیر مختلط است. وجود یک مشتق مختلط در یک همسایگی، شرط بسیار قوی‌ای است: به معنی ضمنی آن است که یک تابع هولومورفیک بینهایت مشتق‌پذیر است؛ و به صورت محلی با سری تیلور خودش برابر است (تحلیلی است). توابع هولومورفیک «اشیای اصلی مطالعه» در گرایش آنالیز مختلط هستند.
اگرچه اصطلاح تابع تحلیلی را اغلب بجای اصطلاح «تابع هولومورفیک» بکار می‌رود، واژه «تحلیلی» به صورت کلی‌تر تعریف شده‌است تا به هر تابعی (حقیقی، مختلط، یا نوع کلی‌تر) اشاره کند که آن تابع را باید بتوان بصورت یک سری توانی همگرا در همسایگی هر نقطه در دامنه‌اش نوشت. این موضوع که همه توابع هولومورفیک نوعی تابع تحلیلی مختلط هستند و برعکس، یک قضیه اصلی در تحلیل مختلط است.
به توابع هولومورفیک گاهی توابع منظم هم می‌گویند. به تابع هولومورفیکی که دامنه‌اش کل صفحه مختلط است، یک تابع تام گفته می‌شود. عبارت «هولومورفیک در یک نقطه z0» فقط به معنی مشتق‌پذیر در z0 نیست، بلکه به معنی آن است که در همه‌جا در همسایگی z0 در صفحه مختلط مشتق‌پذیر است.

## تعریف

تابع f(z) = z̅ در صفر مشتق‌پذیر مختلط نیست، زیرا همانطور که در بالا نشان داده شده است، مقدار f(z) − f(0) / z − 0 بسته به جهتی که به سمت صفر میل می‌کند متفاوت است. در امتداد محور حقیقی، f برابر تابع g(z) = z است و حد برابر 1 است، درحالیکه در امتداد محور موهومی، f برابر h(z) = −z است و حد برابر −1 است. جهت‌های دیگر منجر به حدهای دیگری می‌شود.

اگر به ما یک تابع مختلط-مقدار f از یک متغیر منفرد مختلط داده شده باشد، مشتق f در یک نقطه z0 در دامنه‌اش توسط حد زیر تعریف می‌شود:
{\displaystyle f'(z_{0})=\lim _{z\to z_{0}}{f(z)-f(z_{0}) \over z-z_{0}}.}
این مشابه تعریف مشتق برای توابع حقیقی است، فقط همه کمیت‌هایش مختلط هستند. بخصوص، حد موقعی گرفته می‌شود که عدد مختلط z به سمت z0 میل می‌کند، و باید برای هر دنباله مقادیر مختلط برای z که در صفحه مختلط به سمت z0 میل می‌کند، مقدار یکسانی داشته باشد. اگر حد موجود باشد، می‌گوییم که f در نقطه z0 مشتق‌پذیر مختلط است. مفهوم مشتق‌پذیری مختلط ویژگی‌های مشترک زیادی با مشتق‌پذیری حقیقی دارد: خطی است و از قاعده ضرب، قاعده خارج‌قسمت، و قاعده زنجیره‌ای پیروی می‌کند.
اگر f در هر نقطه z0 در یک مجموعه باز U مشتق‌پذیر مختلط باشد، آنوقت می‌گوییم که f روی U هولومورفیک است. می‌گوییم که f در نقطه z0 هرلومورفیک است اگر f روی یک همسایگی z0 مشتق‌پذیر مختلط باشد. می‌گوییم که f روی یک مجموعه غیر-باز A هولومورفیک است اگر روی یک همسایگی A هولومورفیک باشد. به عنوان یک غیر مثال، تابع f(z) = | z |2 دقیقا روی یک نقطه (z0 = 0) مشتق‌پذیر مختلط نیست، و به این دلیل، در نقطه 0 هولومورفیک نیست، زیرا هیچ مجموعه بازی حول 0 موجود نیست که در آن f مشتق‌پذیر مختلط باشد.
رابطه بین مشتق‌پذیری حقیقی و مشتق‌پذیری مختلط به این صورت است: اگر یک تابع مختلط f(x + i y) = u(x, y) + i v(x, y) هولومورفیک باشد، آنوقت u و v در نسبت به x و y مشتق جزیی اولیه دارند و معادلات کوشی-ریمان را برآورده می‌کنند:
{\displaystyle {\frac {\partial u}{\partial x}}={\frac {\partial v}{\partial y}}\qquad {\mbox{and}}\qquad {\frac {\partial u}{\partial y}}=-{\frac {\partial v}{\partial x}}\,}
یا، به صورت معادل، مشتق ویرتین‌گر از f نسبت به z̅ (مزدوج مختلط z) برابر صفر است:
{\displaystyle {\frac {\partial f}{\partial {\overline {z}}}}=0,}
که به صورت تقریبی، می‌توان گفت که f به صورت تابعی از z̅ (مزدوج مختلط z) مستقل است.
اگر پیوستگی داده نشده باشد، وارون قضیه لزوما درست نیست. یک وارون ساده آن است که اگر u و v مشتق جزیی اول پیوسته داشته باشند، و معادلات کوشی-ریمان را برآورده سازند، آنوقت f هولومورفیک است. یک وارون رضایت‌بخش‌تر، که اثبات آن بسیار سخت‌تر است، قضیه لومن-منچاف است: اگر f پیوسته باشد، u و v مشتق‌های جزیی اولیه داشته باشند (که لزوما پیوسته نیستند)، و معادلات کوشی-ریمان را برآورده کنند، آنوقت f هولومورفیک است.

## مثالها

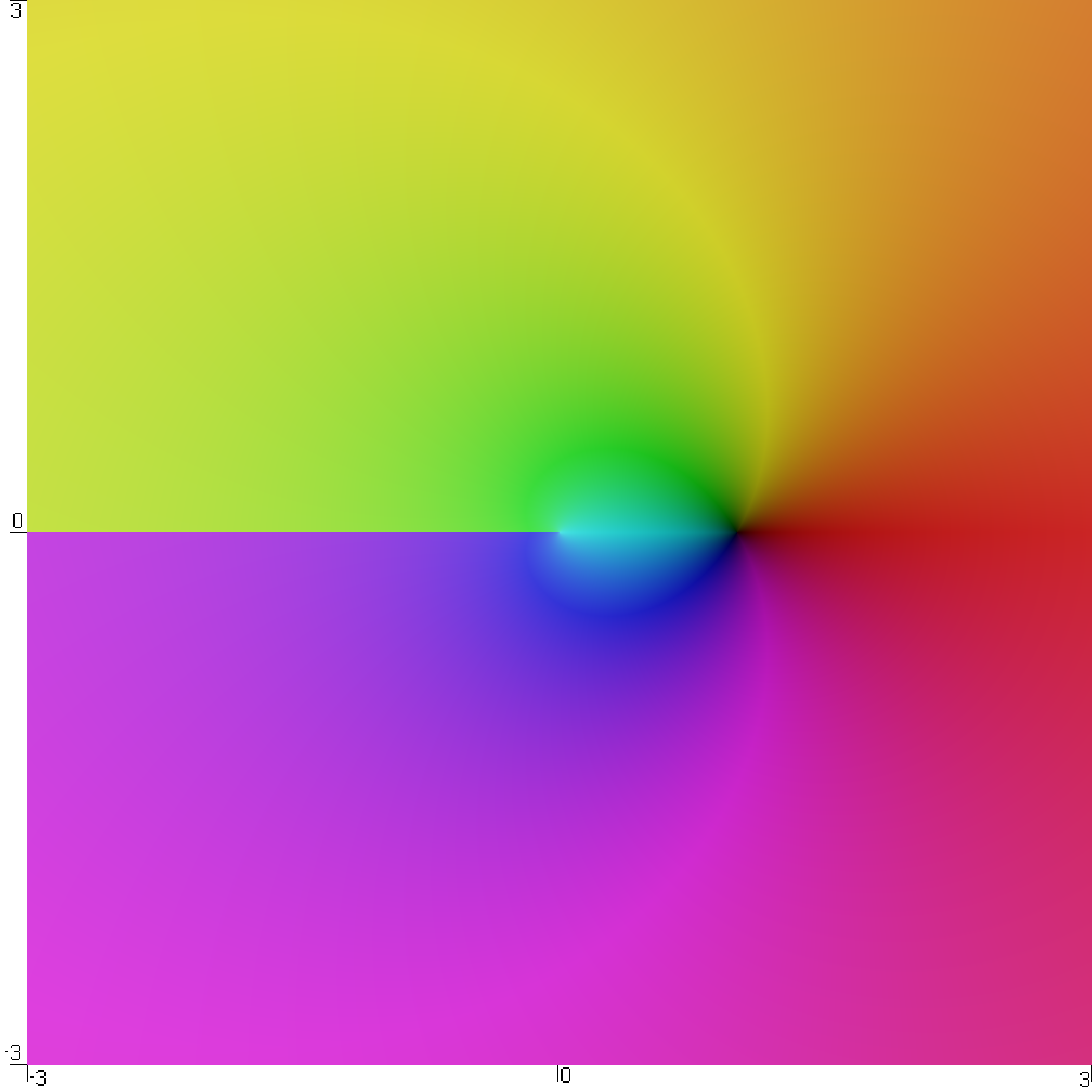
تابع هولومورفیک

تمام توابع چندجمله‌ای در z با ضرایب مختلط بر C هولومورفیک‌اند، و بنابراین سینوس، کسینوس و تابع نمایی چنین‌اند. (توابع مثلثاتی در حقیقت به‌طور نزدیک وابسته به تابع نمایی اند و به وسیلهٔ فرمول اویلر می‌توانند توسط تابع نمایی تعریف شوند). شاخهٔ اصلی تابع لگاریتم در مجموعهٔ  C - {z ∈ R: z ≤ ۰}  هولومورفیک است. تابع ریشه می‌تواند به صورت
{\displaystyle {\sqrt {z}}=e^{{\frac {1}{2}}\ln z}}
تعریف شود و بنابراین هولومورفیک است هر کجا که لگاریتم  ln(z)  هولومورفیک باشد. تابع  ۱/z  بر  {z: z ≠ ۰}  هولومورفیک است.

## مشخصات
از آنجا که مشتق‌گیری مختلط خطی است و از قوانین ضرب، تقسیم، و قاعدهٔ زنجیری تبعیت می‌کند، مجموع‌ها، ضرب‌ها و ترکیب توبع هولومورفیک، هولومورفیک‌اند و خاج قسمت دو تابع هولومورفیک، هولومورفیک است هرجا که مخرج مخالف صفر باشد.
هر تابع هولومورفیک بینهایت با مشتق‌پذیر در هر نقطه است. تابع هولومورفیک منطبق بر سری تیلوراش است و سری تیلور آن در هر دیسک باز که کاملاً درون دامنهٔ U قرار دارد همگراست. سر تیلور ممکن است در یک دیسک بزرگ همگرا باشد؛ برای نمونه سری تیلور تابع لگاریتم در هر دیسک که شامل ۰ نباشد همگراست، در مجاورت خط حقیقی منفی. برای اثبات به توابع هولومورفیک تحلیلی اند مراجعه کنید.
اگر C را با R۲ نشان دهیم، آنگاه توابع هولومورفیک منطبق بر آن دسته از توابع دو متغیر حقیقی اند که در معادلات کوشی-ریمان صدق می‌کنند.
نزدیک نقاط با مشتقاط غیر صفر، توابع هولومورفیک همنوایند به این معنی که آن‌ها زاویه و شکل (ولی نه اندازه) اشکال کوچک را حفظ می‌کنند.
فرمول انتگرال کوشی می‌گوید که هر تابع هولومورفیک درون یک دیسک تماماً با مقادیرش روی حاشیهٔ دیسک مشخص می‌شود.
از دید جبری مجموعهٔ توابع هولومورفیک بر یک مجموعهٔ باز یک حلقهٔ جابجایی و یک فضای برداری مختلط‌اند.

## گسترش به آنالیز تابعی
مفهوم تابع هولومورفیک می‌تواند به فضاهای متناهی-بعد از آنالیز تابعی گسترش داده شود.

## اصطلاحات فنی
امروزه، اکثر ریاضی دانان عبارت «تابع هولومورف» را به «تابع تحلیلی» ترجیح می‌دهند، نظر به اینکه عبارت دوم مفهوم کلی‌تری است. این هم‌چنینی به این دلیل است که یک نتیجهٔ مهم در آنالیز مختلط این است که هر تابع هولومورفیک به‌طور مختلط تحلیلی است، حقیقتی که مستقیماً تعاریف را دنبال نمی‌کند. با این وجود عبارت «تحلیلی» همچنان پرکاربرد است.
کلمهٔ «هولومورف» از کلمهٔ یونانی «اُلُس» (ὅλος)، به معنی «همه»، و «مُرفِه» (μορφή)، به معنی «صورت» یا «ظاهر» مشتق شده‌است.